# Communauté de communes du Pays Fertois et du Bocage Carrougien
Die Communauté de communes du Pays Fertois et du Bocage Carrougien ist ein französischer Gemeindeverband mit der Rechtsform einer Communauté de communes im Département Orne in der Region Normandie. Sie wurde am 13. Dezember 2016 gegründet und umfasst 19 Gemeinden. Der Verwaltungssitz befindet sich im Ort Carrouges.

## Historische Entwicklung
Der Gemeindeverband entstand mit Wirkung vom 1. Januar 2017 durch die Fusion der Vorgängerorganisationen
- Communauté de communes du Bocage Carrougien sowie
- Communauté de communes du Pays Fertois (abzüglich der Gemeinden Lonlay-le-Tesson, Les Monts d’Andaine und Antoigny, die sich der Flers Agglo anschlossen).[3]

## Mitgliedsgemeinden
| Gemeinde                                                       | Einwohner 1. Januar 2022 | Fläche km² | Dichte Einw./km² | Code INSEE | Postleitzahl |
| -------------------------------------------------------------- | ------------------------ | ---------- | ---------------- | ---------- | ------------ |
| Beauvain                                                       | 265                      | 12,46      | 21               | 61035      | 61600        |
| Carrouges                                                      | 626                      | 8,58       | 73               | 61074      | 61320        |
| Chahains                                                       | 82                       | 7,65       | 11               | 61080      | 61320        |
| Joué-du-Bois                                                   | 386                      | 21,08      | 18               | 61209      | 61320        |
| La Chaux                                                       | 53                       | 5,06       | 10               | 61104      | 61600        |
| La Lande-de-Goult                                              | 186                      | 28,57      | 7                | 61216      | 61320        |
| La Motte-Fouquet                                               | 159                      | 9,32       | 17               | 61295      | 61600        |
| Le Champ-de-la-Pierre                                          | 29                       | 4,05       | 7                | 61085      | 61320        |
| Le Ménil-Scelleur                                              | 87                       | 5,37       | 16               | 61271      | 61320        |
| Magny-le-Désert                                                | 1.386                    | 33,34      | 42               | 61243      | 61600        |
| Méhoudin                                                       | 121                      | 3,85       | 31               | 61257      | 61410        |
| Rouperroux                                                     | 175                      | 9,78       | 18               | 61357      | 61320        |
| Saint-Martin-des-Landes                                        | 187                      | 11,19      | 17               | 61424      | 61320        |
| Saint-Martin-l’Aiguillon                                       | 186                      | 14,61      | 13               | 61427      | 61320        |
| Saint-Ouen-le-Brisoult                                         | 125                      | 9,75       | 13               | 61439      | 61410        |
| Saint-Patrice-du-Désert                                        | 232                      | 20,48      | 11               | 61442      | 61600        |
| Saint-Sauveur-de-Carrouges                                     | 239                      | 11,42      | 21               | 61453      | 61320        |
| Sainte-Marguerite-de-Carrouges                                 | 211                      | 8,69       | 24               | 61419      | 61320        |
| Sainte-Marie-la-Robert                                         | 87                       | 5,45       | 16               | 61420      | 61320        |
| Communauté de communes du Pays Fertois et du Bocage Carrougien | 4.822                    | 230,70     | 21               | –          | –            |